# Шторобеняса (комуна)
Шторобеняса (рум. Ștorobăneasa) — комуна у повіті Телеорман в Румунії. До складу комуни входять такі села (дані про населення за 2002 рік):
- Бею (1763 особи)
- Шторобеняса (1972 особи) — адміністративний центр комуни

Комуна розташована на відстані 80 км на південний захід від Бухареста, 13 км на південний схід від Александрії, 140 км на схід від Крайови.

## Населення
За даними перепису населення 2002 року у комуні проживали 3735 осіб.
Національний склад населення комуни:
| Національність | Кількість осіб | Відсоток |
| -------------- | -------------- | -------- |
| румуни         | 3558           | 95,3%    |
| цигани         | 175            | 4,7%     |
| угорці         | 2              | 0,1%     |

Рідною мовою назвали:
| Мова      | Кількість осіб | Відсоток |
| --------- | -------------- | -------- |
| румунська | 3576           | 95,7%    |
| циганська | 157            | 4,2%     |
| угорська  | 2              | 0,1%     |

Склад населення комуни за віросповіданням:
| Релігія        | Кількість осіб | Відсоток |
| -------------- | -------------- | -------- |
| православні    | 3568           | 95,5%    |
| бретрени       | 105            | 2,8%     |
| адвентисти     | 23             | 0,6%     |
| баптисти       | 19             | 0,5%     |
| греко-католики | 3              | 0,1%     |
| не релігійні   | 2              | 0,1%     |
| реформати      | 1              | < 0,1%   |
| атеїсти        | 1              | < 0,1%   |